# Тебуев, Дагир Пилялович
Даги́р Пиля́лович Тебу́ев (род. 1 декабря 1973 года, с. Дружба, Карачаево-Черкесской Республики, РСФСР, СССР) — российский спортсмен и политический деятель. Абсолютный чемпион мира по армрестлингу (2001). Заслуженный тренер России. Начальник Управления по обеспечению деятельности мировых судей в Карачаево-Черкесской Республике (2013).

## Биография
Родился в с. Дружба.

### Образование
С 1980 года по 1991 год обучался в общеобразовательной средней школе с. Дружба.
С 1991 года по 1992 год обучался в профессиональном техническом училище № 52 г.Черкесска. Закончил данное учебное заведение с присуждением квалификации «Заготовитель продуктов и сырья».
В 1992 году поступил в школу менеджеров Карачаево-Черкесского технологического института. Окончил в 1993 году.
В 1993 году поступил в Карачаево-Черкесский технологический институт на экономический факультет, закончил обучение в 1998 году с присуждением квалификации «Экономист», по специальности — «Бухгалтерский учёт и аудит».
В 2001 году поступил на очное отделение юридического факультета Московского государственного социального университета, окончил в июле 2004 года. Присуждена квалификация «Юрист», по специальности — «Юриспруденция».
В 2009 году прошел повышение квалификации в Северо-Кавазской Академии государственной службы, г. Ростов-на-Дону.
В 2019 году прошел повышение квалификации в ФГБУ ОУВО «Всероссийский государственный университет юстиции» (РПА Минюста России), г. Сочи.
В 2021 году прошел повышение квалификации в Западном филиале ФГБОУ ВО «Российская академия народного хозяйства и государственной службы при Президенте Российской Федерации», г. Калининград.

### Спортивная карьера
Профессионально занимался спортом — армрестлингом, где добился больших званий.
Чемпион Северного Кавказа — 2001, 2002 годы.
Чемпион России — 1997 год.
Чемпион Европы — 1998 год.
Абсолютный чемпион мира — 2001 год.
Присвоено почетное звание «Заслуженный тренер России» 05.09.2011 года.

### Трудовая деятельность
С 2003 года по 2008 год работал консультантом Отдела по организационно-правовому обеспечению деятельности мировых судей КЧР.
С 2008 года по 2011 год работал заместителем начальника Отдела по организационно-правовому обеспечению деятельности мировых судей КЧР.
С 2011 года по 2013 год работал начальником отдела по организационно-правовой работе, судебной статистике, информатизации в Управлении по обеспечению деятельности мировых судей в Карачаево-Черкесской Республике.
С 2013 года и по настоящее время начальник Управления по обеспечению деятельности мировых судей в Карачаево-Черкесской Республике.
10 ноября 2015 года Указом Главы Карачаево-Черкесской Республики присвоен классный чин: действительный государственный советник Карачаево-Черкесской Республики 3 класса.
16 июля 2019 года Указом Главы Карачаево-Черкесской Республики присвоен классный чин: действительный государственный советник Карачаево-Черкесской Республики 2 класса.
31 августа 2020 года Указом Главы Карачаево-Черкесской Республики присвоен классный чин: действительный государственный советник Карачаево-Черкесской Республики 1 класса.

### Государственные и ведомственные награды
- Награждён Почетной грамотой Президиума Народного Собрания Карачаево-Черкесской Республики, 2000 год.
- Награждён благодарственным письмом Президента Карачаево-Черкесской Республики, 2001 год.
- Награждён Почетной грамотой Правительства Карачаево-Черкесской Республики, 2002 год.
- Награждён благодарственным письмом Президента Карачаево-Черкесской Республики, 2010 год.
- Приказом Министерства спорта, туризма и молодёжной политики Российской Федерации от 05.09.2011 года присвоено почетное спортивное звание «Заслуженный тренер России».
- Награждён Почётной грамотой и благодарственным письмом Службы Судебных Приставов Российской Федерации, 2015 год.
- Награждён медалью «ЗА ЗАСЛУГИ ПЕРЕД УММОЙ КАРАЧАЕВО-ЧЕРКЕССКОЙ РЕСПУБЛИКИ», 2016 год.
- Награждён МВД по КЧР памятной медалью «Ф. Э. Дзержинский», 2017 год.
- Заслуги отмечены Министерством физической культуры и спорта КЧР[2][3].
- Награждён медалью «25 лет ОМОНу Карачаево-Черкесской Республики», 2018 год.
- Награждён МВД по КЧР юбилейной медалью «100 лет Советской милиции», 2018 год.
- Награждён Председателем Ставропольского краевого суда медалью «150 лет судебной системе Ставропольского края», 2018 год.
- Награждён медалью «20 лет Судебному департаменту при Верховном Суде Российской Федерации», 2018 год.
- Указом Главы Карачаево-Черкесской Республики от 17 декабря 2018 года присвоено почётное звание «Заслуженный юрист Карачаево-Черкесской Республики»
- Награждён Почетной грамотой Народного Собрания (Парламента) Карачаево-Черкесской Республики, 2019 год.
- Награждён Почетной грамотой Правительства Карачаево-Черкесской Республики, 2019 год.
- Награждён юбилейной медалью «20 лет департаменту по обеспечению деятельности мировых судей Ростовской области», 2020.
- Награждён памятной юбилейной медалью МВД России «300 лет российской полиции», 2021.
- Награждён медалью «75 лет Победы в Великой Отечественной войне», 2021.
- Награждён медалью «20 лет мировой юстиции Российской Федерации», 2020.
- Награждён юбилейной медалью «20 лет мировой юстиции Ставропольского края», 17 мая 2021 года[4].
- Благодарность Совета судей Карачаево-Черкесской Республики, 2021.